# Vestre Åmøy
Vestre Åmøy ist ein zur norwegischen Stadt Stavanger gehörender Ort in der Provinz Rogaland. 

## Geographie
Vestre Åmøy liegt am westlichen Ende der Insel Åmøy, nördlich der Innenstadt von Stavanger. Die Ortslage wird vom 80,5 Meter hohen Hegrabergfjellet dominiert. Nördlich des Orts führt der Fv 4608 von der nordwestlich gelegenen Insel Sokn über die Åmøybrua nach Osten in Richtung Austre Åmøy.
Der erstmals seit 2021 als Tettsted geführte Ort hat 312 Einwohner bei einer Siedlungsfläche von 0,21 km².
Die Zugehörigkeit zu Stavanger besteht seit 2020. Zuvor gehörte Vestre Åmøy zur dann jedoch eingemeindeten Gemeinde Rennesøy und nahm dort eine Gesamtfläche von 2,21 km² ein. 2005 betrug die Einwohnerzahl 274.

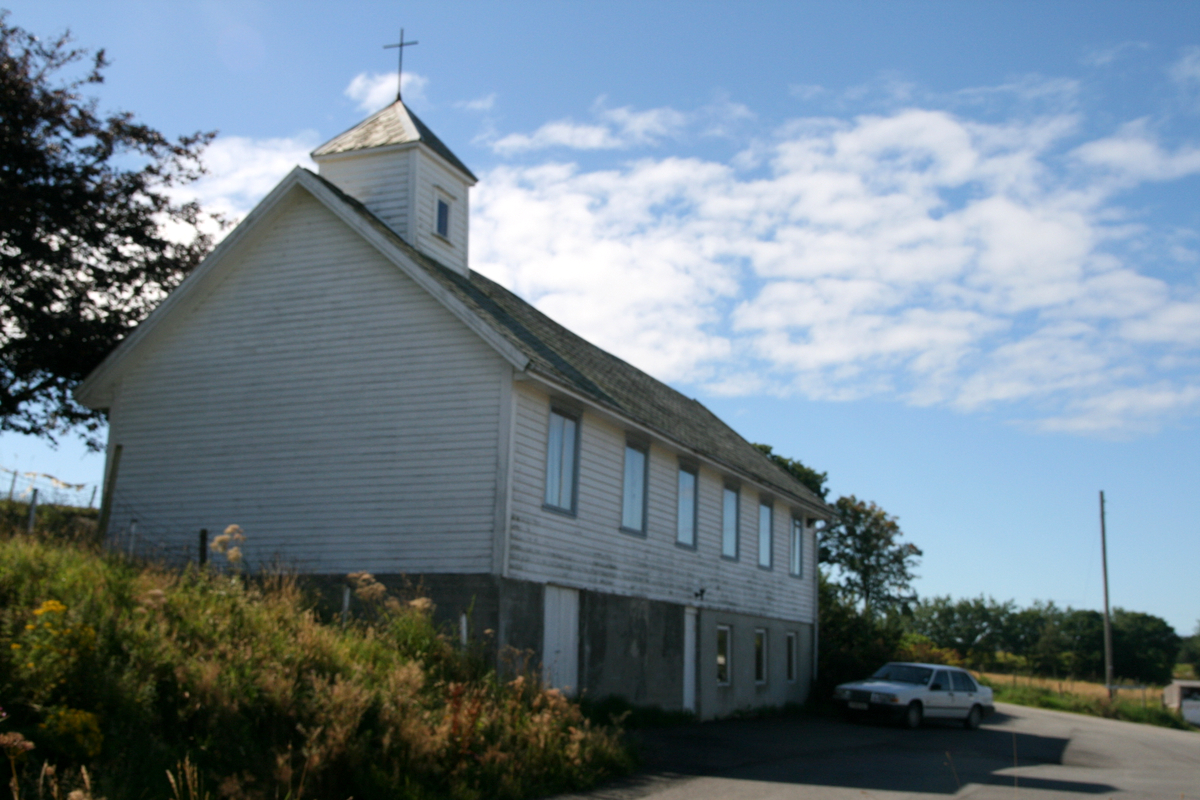
Kapelle in Vestre Åmøy, 2008

In Vestre Åmøy befindet sich eine Kapelle und ein Kindergarten. Außerdem bestehen in der Ortslage und der näheren Umgebung diverse archäologische Kulturdenkmale.

## Persönlichkeiten
Der norwegische Ökonom und Geschäftsführer Terje Vareberg (* 1948) ist im Ort geboren. Bei Vestre Åmøy lebt der Politiker und Unternehmer Ommund Vareberg (* 1979).